# Харківський інститут економіки ринкових відносин і менеджменту
Харківський інститут економіки ринкових відносин і менеджменту — приватний заклад вищої освіти III рівня акредитації, розташований у Харкові.

## Історія
Заснований 1993.
Інститут проводив Міжвишівські науково-практичні інтернет-конференції, за результатами яких друкував збірки тез.

## Структура, спеціальності
Виш готує фахівців за спеціальностями: «Менеджмент організацій», «Облік і аудит», «Маркетинг», «Економічна кібернетика», «Економіка підприємства». Також інститут проводить перепідготовку фахівців на базі вищої освіти за всіма спеціальностями і спеціалізаціями, є аспірантура.

## Особи, що навчаються
Кількість студентів денної форми навчання — 490, заочної — 1010.
У 2011 році до інституту поступило 30 абітурієнтів, хоча ліцензований об'єм складав 175 осіб.